# El contrato del siglo
El contrato del siglo (título original: Deal of the Century) es una película de comedia de 1983 dirigida por William Friedkin y protagonizada por Chevy Chase y Sigourney Weaver.

## Argumento
Eddie Muntz es un traficante de armas de poca monta de California que cree que puede ser multimillonario traficando con armas de segunda mano. Se va a América del Sur para vender esas armas a revolucionarios. Sin embargo en ese ámbito reina el caos. 
Finalmente él termina negociando la venta de un avión experimental al dictador de la nación.

## Reparto
| Actor            | Personaje        |
| ---------------- | ---------------- |
| Chevy Chase      | Eddie Muntz      |
| Sigourney Weaver | Catherine DeVoto |
| Gregory Hines    | Ray Kasternak    |
| Vince Edwards    | Frank Stryker    |
| William Marquez  | General Cordosa  |
| Eduardo Cordosa  | Coronel Salgado  |
| Richard Herd     | Lyle             |

## Recepción
La obra cinematográfica fue en el tiempo de su estreno un fracaso de taquilla en los Estados Unidos. Por ello no se estrenó en el cine en España.
Hoy en día la película ha sido valorada por portales de información en el Internet y por la crítica profesional. En IMDb, con 3.979 votos registrados al respecto, esta obra cinematográfica obtiene en el portal una media ponderada de 4,6 sobre 10. En Rotten Tomatoes, los críticos, 9 en total, le dan una valoración de solo 4,9 de 10. Solo el 11% de ellas califican la película como fresca, mientras que las más de 500 valoraciones de usuarios del portal le dan al filme una valoración media de 2,5 de 5, considerando solo el 18% de ellas el filme como "fresco".